# Krusa peruviana
Krusa peruviana is een hooiwagen uit de familie Sclerosomatidae.